# Diederich Hahn
Pour les articles homonymes, voir Hahn.
Christian Diederich Hahn (né le 12 octobre 1859 à Osten (Oste) et décédé le 24 février 1918 à Hambourg-Barmbek) est un homme politique et fonctionnaire allemand, national-libéral à ses débuts avant de devenir conservateur. Il est également l'idéologiste antisémite et anti-capitaliste de la Fédération des agriculteurs.

## Études et débuts
La famille d'Hahn travaille dans le domaine de la construction d'écluse et d'égout depuis le XVIIe siècle. Son père Adolph Diederich Hahn a fréquenté l'école royale hanovrienne de construction et d'architecture de Nienburg et se spécialise dans les écluses de l'Oste.
Christian étudie quant à lui l'histoire, la géographie et la philologie germanique à Leipzig et Berlin après avoir passé son Abitur au lycée Athenaeum de Stade (de). Lors de ses études, à 21 ans, il devient membre fondateur de la Kyffhäuser-Kundgebung qui deviendra plus tard la Fédération des associations d'étudiants allemands (de). En 1881, il est avec  Friedrich Naumann, ami et étudiant en théologie, porte-parole de l'organisation,,. Naumann est un fervent partisan des thèses chrétienne-sociale du prédicateur berlinois Stoecker. Ensemble avec Hahn, ils cherchent des alternatives à l'attraction croissante qu'ont les ouvriers pour les thèses social-démocrates. Cela va de l'antimatérialisme, au nationalisme-chrétien en passant par le social-conservatisme. Ils cherchent une alternative aussi parce que les lois antisocialistes en application en 1881 conduisent à une fragmentation croissante de la société allemande. Adolf Stoecker, grâce à sa croisade contre le capitalisme s'est fait un nom. Il utilise le ressentiment antisémite présent chez les petits bourgeois berlinois contre les riches juifs pour appuyer ses idées.  Son mouvement  reprend également une partie des thèses développées plus tôt par l'historien berlinois Heinrich von Treitschke spécialisé dans les questions d'identités. La Kyffhäuser-Kundgebung est une organisation à la fois monarchiste, chrétienne, antisémite et nationaliste. À ses débuts, la moitié de ses membres étaient des théologiens.
Il passe ses examens finaux à Berlin, puis enseigne l'économie et le droit au Kaiserin-Augusta-Gymnasium (de) de Charlottenbourg de 1885 à 1886. À partir du 1er octobre 1886, il devient directeur du groupe chargé de l'économie à la Deutsche Bank à Berlin. Il passe son doctorat sur le thème Deichrecht der Altendorfer Schauung (droit d'écluse du village de Schauung). À la deutsche Bank, il a pour collègue Georg von Siemens, et travaille notamment sur le projet du chemin de fer Berlin-Bagdad,. Le 31 décembre 1893, il quitte la banque à la suite de différends politiques avec Georg von Siemens, qui était lui-même membre du Reichstag et vient de perdre son mandat.
Depuis 1889, Hahn est lieutenant de réserve du 3e régiment à pied de la Garde royale prussienne, puis premier lieutenant en 1901. Son appartenance à ce régiment a surement eu un rôle important dans sa conversion aux thèses national-conservatives. En 1921, il est muté au 9e régiment d'infanterie de Potsdam.
Il se marie en 1897 à la pianiste Margarete Böing, qui a notamment étudié au conservatoire Klindworth-Scharwenka (de) et qui est issue d'une famille d'entrepreneurs du haut-Limbourg. Elle écrit sous le pseudonyme de Margarete von der Oste des livres pour enfants ainsi que des romans traitant principalement des fermiers, des industriels et des bonnes familles de Westphalie. Elle est dix-neuf ans plus jeune que Chritian et devient rapidement un de ses principaux conseillers en matière de politique. Elle écrit sa biographie en 1936 sous le titre Dein Vater (ton père).

## Mandats politiques
Après le départ du pouvoir d'Otto von Bismarck, Hahn considère que ses idées politiques restent adaptées pour conquérir la 19e circonscription, dans les environs de Hanovre, récemment annexé par la Prusse. Il est allié au député au Landtag et propriétaire d'une briqueterie Johann Schoof et à Peter Rickmers (de) de la Rickmers Reismühlen Bremerhaven. 
Diederich Hahn avait déjà attiré l'attention du chancelier 10 ans auparavant lors des journées du VDSt et est régulièrement invité à Friedrichsruh depuis lors,. Hahn réussit à faire élire l'ancien chancelier face au candidat des Welfes von Plate et au social-démocrate Schmalfeldt (de). Suivant les vœux de Bismarck, qui ne s'était pas rendu dans sa circonscription et qui renonce finalement à son mandat, son successeur au poste doit être Hahn. Cela en fait le plus jeune député du Reichstag. Il y siège pour la circonscription de Neuhaus (Oste), Hadeln, Lehe, Kehdingen, Jork de 1893 à 1903 puis de 1907 à 1912.
De 1893 à sa mort en 1918, il est membre de la chambre des représentants de Prusse et de 1894 à 1918 du parlement provincial de Hanovre (de). Au Reichstag il fait d'abord partie des rangs national-libéraux avant de rejoindre les conservateurs.
Diederich Hahn a défendu le point de vue des conservateurs sur la politique agricole dans les débats sur celle-ci dans les trois parlements où il siège. En tant que défenseur des classes moyennes, il ne défend pas que les intérêts des agriculteurs, il cherche aussi à protéger les industriels, les artisans, les vendeurs et les marins : « D'abord la politique intérieure, après la politique mondiale ». En disant cela, il refuse l'expansion du grand capital, ce qui lui crée pas que des amis.
Après la faillite de la Leipziger Bank (de) à cause de spéculations mal placées, il demande en 1902 au Reichstag la création d'un fonds d'assurance pour le secteur. L'assurance vieillesse et invalidité créée par Bismarck se limite en effet aux salariés, Hahn demande également un fonds pour protéger les travailleurs libéraux. Cela est chose faite en 1911 avec la révision de la loi sur l'assurance pour les salariés,,. Son talent rhétorique, qu'il utilise à profusion, il prend ainsi 400 fois la parole en 1911 au Reichstag, en fait un des hommes politiques les plus connus du parlement dans la période allant jusqu'en 1914,.

## Leader de la Bundes der Landwirte

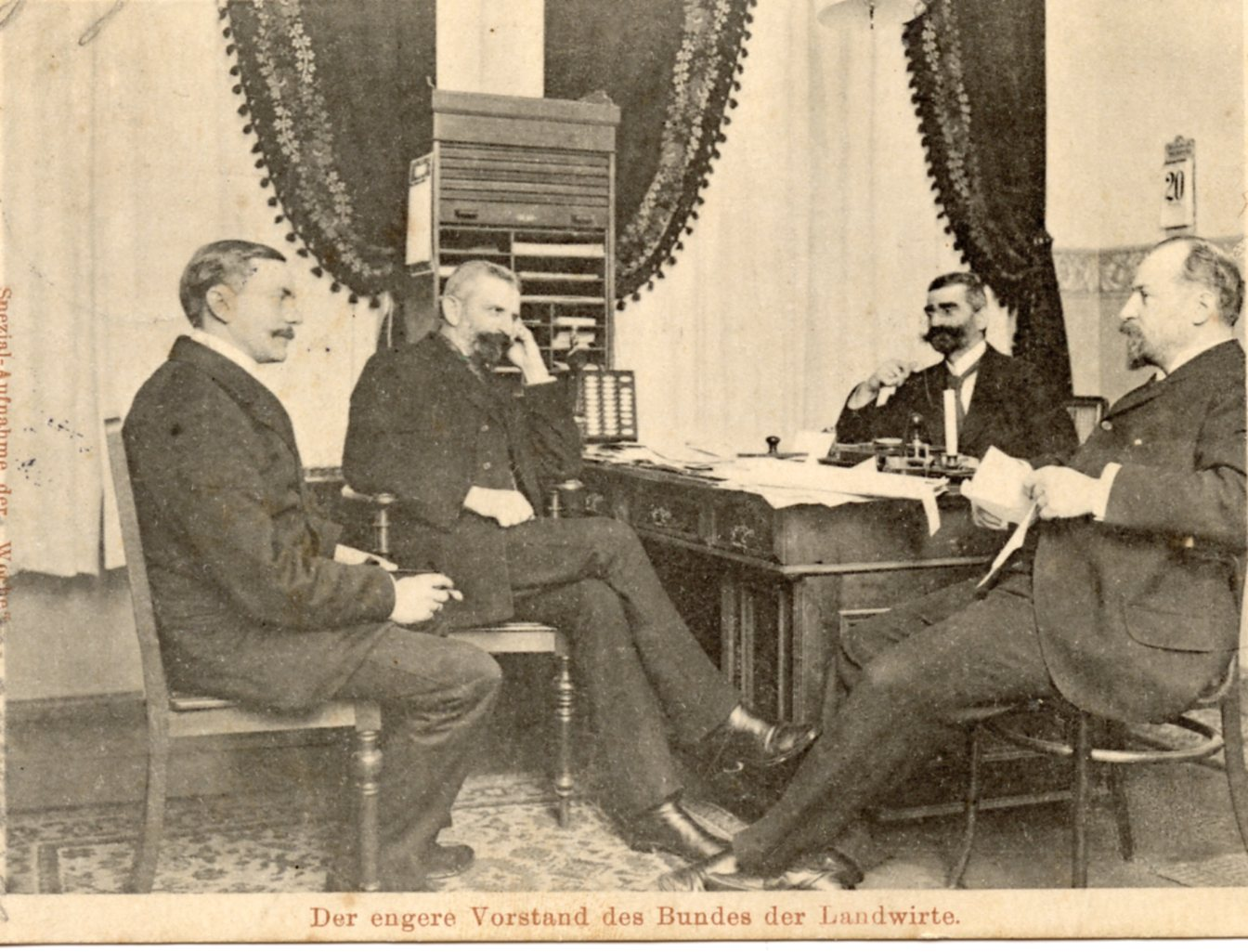
Le bureau de la Bund der Landwirte aux alentours de 1900, Diederich Hahn (gauche), Conrad von Wangenheim et Gustav Roesicke

Hahn est membre de la Bund der Landwirte (BdL) depuis sa constitution le 18 février 1893, lors de laquelle il discourt, de 1897 à 1918, il fait partie du bureau à 3 de la fédération. Il est rémunéré pour son travail à ce poste et ce faisant, et à l'image de Gustav Stresemann, est l'un des premiers hommes politiques de métier,. Hahn propage de manière fervente les idées de la BdL dans la presse écrite. Il est cofondateur du Deutschen Tageszeitung et membre du conseil de direction jusqu'en 1918. Hahn est un des grands artisans de l'organisation moderne de la BdL.

## Positions politiques
En tant qu'idéologue dans la fédération, il est un des acteurs de la création d'un courant de droite radical-national, populiste, anti-capitaliste et antisémite en Allemagne. Au parlement il déclare : les Allemands appartiennent « à la noblesse du monde. La plus haute race au monde a la légitimité pour le dominer. »,.
En 1902, un conflit éclate entre les conservateurs et la BdL. Les conservateurs refusent de soutenir la BdL dans sa volonté de maintenir des taxes de douane élevées, en particulier sur les importations céréalières provenant de Russie et les importations de fruits d'Autriche. En mesure de représailles, la BdL présente 66 candidats aux élections législatives du Reichstag de 1903. Parmi eux, seulement quatre sont élus. Hahn y perd également son mandat. Hahn conserve toutefois son poste de député.
L'influence politique de la BdL, et donc d'Hahn, dans la politique de l'empire a longtemps été sous-estimée.  
Comme beaucoup de conservateurs, Hahn est sceptique quant à la politique de construction d'une marine menée par Alfred von Tirpitz. Il parle d'un « affreuse flotte »,,,. Pour lui la construction de la flotte marque un pas vers un État industriel orienté vers l'export et en conséquence moins orienté vers l'agriculture. Il pense également que rien n'est plus favorable aux socialistes que la hausse des impôts, touchant l'ensemble de la population, qui accompagne cette tentative de mettre la flotte allemande sur un pied d'égalité avec celle britannique. Il déclare, cette politique maritime « nous mènera inévitablement à un face-à-face dangereux avec l'Angleterre, ce qui nous laissera démuni face à nos ennemis jurés : les Moscovites et les Français »,.

## Dernières années et postérité
Dans les dernières années de sa vie, Diederich se consacre à la culture d'un domaine de bruyère, du nom de Haneworth, proche de Lamstedt et y établit sa famille. Le parc est dessiné par Georg Hölscher de Harburg, où il avait conçu le parc municipal. Toutes ces plantations et les allées avoisinantes sont aujourd'hui monument national.
En 1914, au déclenchement de la guerre, Diederich Hahn, alors âgé de 55 ans, fidèle à ses idéaux patriotiques, se porte volontaire pour le front occidental. Il y démontre ses capacités d'organisation au grade d'Etappenkommandant. En février 1918, il meurt de manière inattendue à l'âge de 58 ans à Barmbek dans la réserve Lazarett, sa plus jeune fille a alors seulement 4 mois. Il est enterré à Basbeck an der Oste.
Le germaniste Harmut Eggert pense que Diederich Hans a pu servir de modèle au personnage de Heinrich Mann, Diederich Heßling dans le roman Le Sujet de l'Empereur. Le professeur George S. Vascik de l'université de Miami ne partage toutefois pas cet avis, tout comme la chercheuse de Mayence Ariane Martin,,. Diederich Hessling, étymologiquement Theoderich, l'allemand laid, est très différent de Hahn, c'est un admirateur de l'empereur par exemple alors qu'Hahn en était un farouche critique.
Thomas Nipperdey considère Hahn comme un intellectuel de droite carriériste, populiste, nationaliste et antisémite. Ses contemporains tel le poète Hermann Allmers, apprécient son humour, sa gaieté, sa chaleur humaine et sa vision claire des choses,. Le professeur berlinois d'histoire Wilhelm Schüssler pense que Hahn, partagé intérieurement entre sa fidélité d'officier prussien envers la couronne et ses critiques envers l'empereur, est un « homme fidèle au roi, qui a rapidement su qu'il allait lui-même creuser la tombe des Hohenzollern »,. En tant qu'homme politique Hahn lutte contre l'empereur, en tant que fidèle de la couronne, il parle devant le Reichstag et le roi en 1908 dans le cadre de l'affaire du Daily Telegraph afin, avec Elard von Oldenburg, de demander la démission du chancelier Bülow qui aurait trahi son souverain,.